# (8930) Kubota
(8930) Kubota (1997 AX3) – planetoida z pasa głównego asteroid okrążająca Słońce w ciągu 3,29 lat w średniej odległości 2,21 au. Odkryta 6 stycznia 1997 roku.